# 加藤シゲアキ
加藤 シゲアキ（かとう シゲアキ、1987年〈昭和62年〉7月11日 - ）は、日本のアイドル、歌手、俳優、タレント、小説家、劇作家。男性アイドルグループNEWSのメンバー。旧芸名および本名、加藤 成亮（かとう しげあき）。愛称は、シゲ。
広島県広島市生まれ、大阪府豊中市出身。STARTO ENTERTAINMENT所属。既婚。

## 来歴
5歳から大阪府豊中市、10歳から神奈川県横浜市で育った。
子供の頃から芸能界に興味があったことと、自身も習っていたピアノをステージで弾いていた香取慎吾の姿を見て憧れたこともあり、母親がジャニーズ好きの友人に相談し、小学4年生の時にジャニーズ事務所に履歴書を送った。1999年、小学6年生の時に連絡が入り オーディションを経て入所。間もなく同年8月の日本テレビ系『怖い日曜日 友達のJ君』で俳優デビューを果たす。
しかし、中学受験を控えた時期でタイミングが悪かったために、程なくして活動休止を願い出た。その時は躊躇なく活動を休止したが生意気に思われてしまい、受験後事務所に連絡しても社長のジャニー喜多川に取り次いでもらえなかった。それでも諦めず社長に直接電話したところ、理解が得られ、当時慶應義塾高校に通っていた嵐の櫻井翔を紹介してもらった。青山学院中等部・高等部に進み、事務所でレッスンを開始。2001年、ジャニーズJr.内ユニットJ-Support（後にK.K.Kityに改名）のメンバーに選ばれる。
2003年11月7日、「NEWSニッポン」（『バレーボールワールドカップ2003』イメージソング）でNEWSとしてCDデビュー。2004年5月12日、「希望〜Yell〜」（『アテネオリンピックバレーボール世界最終予選』イメージソング）でNEWSとしてメジャーデビュー。
2010年3月、青山学院大学法学部卒業。4月9日から放送開始のテレビドラマ『トラブルマン』で連続ドラマ初主演。
2011年11月22日、活動名を「加藤成亮」から「加藤シゲアキ」に変更し、『ピンクとグレー』で小説家デビューすることを発表。翌2012年1月28日に同書を発売し、デビューを果たした。
2013年11月25日発売の第2作『閃光スクランブル』、2014年発売の第3作『Burn. -バーン-』までの3作品は、東京の渋谷および芸能界を舞台とした内容となっており、「渋谷サーガ」とも称される。2016年1月に『ピンクとグレー』は映画化され、『傘をもたない蟻たちは』も連続ドラマ化された。2017年には『ピンクとグレー』の翻訳版が台湾、香港、マカオで発売された。
2018年6月7日、一部週刊誌で未成年との飲酒が報じられたことを受け、厳重注意の上、書面による反省を促す旨が発表された。
2020年、著作『オルタネート』が第164回直木三十五賞の候補作となる。2021年1月21日、本屋大賞にもノミネート（最終8位）。2021年3月2日、同作で第42回吉川英治文学新人賞を受賞。2021年5月30日、同作で第8回高校生直木賞も受賞。ジャニーズ事務所所属タレントの文学賞受賞は初で、現役アイドルとしても史上初の文学賞受賞である。
2021年5月、自身の短編小説「染色」を舞台化し、脚本家デビュー。同作（上演台本）は、第66回岸田國士戯曲賞の最終候補作品にノミネートされた。
2022年12月、日本の大手化学企業東洋紡の企業広告キャラクターに初の単独起用。同社の事業をテーマにオリジナルストーリーを書き下ろした。「加藤シゲアキ×TOYOBO」「物語が生まれる会社」をキービジュアル／フレーズとする各種広告を展開。テレビCMにはNEWS「ハレルヤ」が使用された。
2023年8月14日に公式X（旧Twitter）、8月16日に公式Instagramを開設。
2023年12月14日、著作『なれのはて』が第170回直木三十五賞候補に選出(選考会は2024年1月17日)。同賞にアイドルがノミネートするのは史上二度目（一度目も加藤）。
2024年3月3日、所属事務所を通じて一般女性と結婚したことを公表した。

## 人物
事務所でレッスンを始めてからは次々に仕事が入り、ジャニーズJr.の中でも選りすぐりのメンバーで結成されたNEWSのメンバーにも選ばれるなどし、ジャニーズで言うところのエリートコースを歩み始める。しかし加藤はその中では存在感が薄く、自ら仕事を買って出た場合にも、事務所関係者に「加藤はいいや」と言われてしまうことがあった。危機感を抱き、情緒不安定になることもあったが、グループの休業やメンバーの脱退を機に改めてNEWSのために何かしたいと自分の強みを考え、「書くことだったら、ジャニーズの誰よりもやってきた」と事務所に小説を書きたい意志を告げ、小説家としての道を歩み始めた。

### 作家活動
アイドル活動も作家業も「自分の人生を使って、魅力的な物語を作る」という同じ目的であるために境界線はなく、歌やダンス、芝居と同じように作家活動も専業のないジャニーズタレントとしての活動の一つであるとしている。2011年当時、自身のアイドルとしての立ち位置に悩みや焦りを感じていたことに加え、NEWSの活動の停滞が一層加藤を苦しめていた。鬱屈した感情をかたちにしなければという思いと、NEWSのために自分にも何かできるのではないかという思いで、もともと執筆の仕事に定評があったことから小説を書き上げた。抱え込んでしまう感情を小説で形にすることができたこと、多くの反響があったことで自分の居場所を見出し、同時にアイドルとしての矜恃を改めて強く感じることとなった。正当な評価を受けることより、NEWSに興味を持ってもらうことのほうが大事であるという考えから、ペンネームではなく実名で出版した。あくまでNEWSの活動が主軸であり、執筆のために休みをとることはしていない。そもそも、物語を作るということにおいてはアイドルの活動によって学んできたことが多分にあり、また執筆の糧となる経験や知見はジャニーズだからこそ多く得られるものであるから、自らの表現活動にとってジャニーズのタレントであることは重要なことだと説明している。

### 趣味嗜好
- 最も影響を受けた小説はJ・D・サリンジャー『ライ麦畑でつかまえて』（村上春樹訳）を挙げている[52]。出会いは大学1年生の時で、根拠の無い孤独や疎外感を感じていた当時の自分の救いとなり、物語の世界への導きにもなったと語っている[53]。
- 嵐の大野智と25時間の釣行をしたことをきっかけに釣りが趣味となる[54]。
- 料理が得意である。釣った魚は自ら捌き、卵巣でカラスミを自作する。10年以上毎年梅干しを漬けている。自宅には数十種類のスパイスを有している。
- 『ライムスター宇多丸のウィークエンド・シャッフル』のヘビーリスナーであった。自身も映像作品への造詣が深い[55]。
- 人生の転機に影響した曲にフラワーカンパニーズ「深夜高速」を挙げている。自分には何も無いと悩んでいた加藤は、まさに『生きててよかった そんな夜を探してる[56]』という気持ちだったという。その後、二宮和也が事務所に自らオーディションを受けたいと申し出てそこから映画出演が決まったという話を聞き、『ピンクとグレー』の執筆を決意した[57]。また、人生を支える曲としてNEWS「U R not alone」を挙げている。本曲には一言では語れない強烈なエネルギーがあるということ、また応援歌の様相をしながら対自的であるという歌詞の特徴を理由としている。失敗し、自信を失うあらゆる場面で拠り所となるのは過去の成功体験であり、曖昧になりかけた自信の輪郭をもう一度くっきりと形作ってくれると自身のエッセイで語っている[58]。
- 俳優の勝地涼とは親友である[59]。

### ライブパフォーマンス・制作活動など
NEWSのライブでは構成、演出を担当することが多い。NEWSは2011年から本格的にアルバムやライブなどの作品プロデュースにメンバーが関わっており、特に独自の物語性と世界観をもつ作品を製作している。衣装・ステージ演出を担う増田貴久とともに、加藤も全体の構成原案や演出の主導的な役割を担う。増田がコンセプトや演出のアイデアを出し、加藤シゲアキが具現化、脚本化を行うことも多い。
またソロ曲については作詞、作曲、舞台演出を加藤自身が手がけている。

### 幼少期・学生時代のエピソード
- 幼いときは発明家になりたかった[48]。
- 小学生の頃から国語の成績が一番悪く、理数系だった。文章を書くようになる転機となったのは高校3年時。大学進学にあたって法学部を選択し、論文など文章を書かなければいけなくなったタイミングで、練習のために国語表現の授業を受けた。学生に好きなことを書かせるというその授業で、先生が加藤の文章を楽しんでくれて花丸をくれたことで、先生を喜ばせるために文章を書くようになった。次第にクラスでも話題になったことで、自分が小説などの文章を書くのに向いているのかもしれないと思ったという[60][61]。作家を志す原点ともなったその掌編は、2015年刊行の短編集『傘をもたない蟻たちは』所収『にべもなく、よるべもなく』の作中作として巻頭を飾った『妄想ライン』である[62]。
- はじめて物語を書いたのは加藤が5歳のときに描いた『きのみの本』[61]。2020年5月、これを原作として加筆修正したオリジナル絵本『ふしぎなきのみ』を、COVID-19感染拡大防止の支援活動「Smile Up! Project」の一環として発表した[63][61][64]。

### 小説の作風
- 説明的な文章を書きすぎず、緻密に計算された描写でシーンを立体的かつ鮮やかに描き出す筆致が特徴である[65]。特に光、温度、湿度、匂い、まとわりつく空気、読者の視点（カメラワーク）、登場人物の体勢に至るまで、シーン描写力は群を抜く。少々映像的すぎると評されることがある。これは物語の構成や演出を映画批評や舞台脚本から学んだことによるものだろうと本人が分析している[66]。
- しばしばメタ構造や入れ子構造をとる[67]。
- 登場人物が多くても人物ひとりひとりを立体的に描きだす筆力が高く評価されている[注 8]。
- 処女作『ピンクとグレー』から2021年の『オルタネート』までは「自分ではない誰かになりたい」という思いを持った主人公が多い[68]。
- ジャンルは統一されていない。

## 受賞歴
太字は受賞
- 2017年 - 『チュベローズで待ってる』第8回Twitter文学賞受賞
- 2021年 - 『オルタネート』第164回直木三十五賞候補[69]
- 2021年 - 『オルタネート』第42回吉川英治文学新人賞受賞[70]
- 2021年 - 『オルタネート』第18回本屋大賞候補（最終結果8位）[71]
- 2021年 - 『オルタネート』第8回高校生直木賞受賞[72]
- 2021年 - エッセイ『できることならスティードで』第10回うつのみや大賞 特別賞受賞[73]
- 2021年 - 『オルタネート』ダ・ヴィンチ BOOK OF THE YEAR 2021 小説部門 第1位[74]
- 2022年 - 上演台本『染、色』第66回岸田國士戯曲賞候補[33]
- 2022年 - 『１と０と加藤シゲアキ』ダ・ヴィンチ BOOK OF THE YEAR 2022 エッセイ・ノンフィクション・その他部門 第1位[75]
- 2023年 - 『なれのはて』第170回直木三十五賞候補[76]

## 出演
グループでの活動については、NEWS (グループ)#出演を参照

### テレビドラマ
- 怖い日曜日（日本テレビ）
  - 怖い日曜日 第5回「友達のJ君」（1999年8月8日） - 主演
  - 怖い日曜日〜2000〜 第16回「吊り下がる」（2000年10月22日） - 主演
- SPACE ANGEL 2001円宇宙の旅（2000年4月 - 6月、日本テレビ） - マサル 役[77]
- 史上最悪のデート「the 1st Dates: 史上最悪の初デート!?」（2000年12月3日、日本テレビ） - 池田シンゴ 役
- 少年は鳥になった（2001年4月1日、TBS）
- 3年B組金八先生（TBS） - 長谷川賢 役
  - 第6シリーズ[78]（2001年9月 - 2002年3月）
  - 第7シリーズ（2005年1月 - 2005年12月）
  - 3年B組金八先生ファイナル「最後の贈る言葉」（2011年3月27日）[78]
- ホームドラマ! 第9話（2004年6月11日、TBS） - 稲葉 役
- 劇団演技者。（フジテレビ）
  - 「家が遠い」（2005年9月 - 11月） - 小島 役[79]
  - 「カーラヂオが終われば」（2006年8月8日 - 21日） - 主演・上野 役[80]
- ブスの瞳に恋してる（2006年4月 - 6月、フジテレビ）[81] - 清水浩太 役
- カクレカラクリ（2006年9月13日、TBS） - 主演・阿部朋成 役[82]
- パパとムスメの7日間（2007年7月 - 8月、TBS） - 大杉健太 役[83]
- 姿三四郎（2007年12月6日、テレビ東京） - 主演・姿三四郎 役[84]
- ホカベン（2008年4月 - 6月、日本テレビ） - 片瀬理一郎 役[85]
- 父よ、あなたはえらかった〜1969年のオヤジと僕（2009年11月16日、TBS） - 小野寺優 役[86]
- 0号室の客[87] Third Story「完璧な男」（2009年12月11日 - 25日、フジテレビ） - 主演・矢崎 役
- ドラマ24 トラブルマン （2010年4月 - 7月、テレビ東京） - 主演[88]・徳田一男 役
- 月曜ゴールデン 新・示談交渉人 裏ファイルシリーズ（TBS） - 羽島一平 役
  - 月曜ゴールデン「新・示談交渉人 裏ファイル」（2011年3月7日）
  - 月曜ゴールデン「新・示談交渉人 裏ファイル2」（2012年8月13日）
  - 月曜ゴールデン「新・示談交渉人 裏ファイル3」（2014年4月21日）
  - 月曜ゴールデン「新・示談交渉人 裏ファイル4」（2014年12月8日）
- 華和家の四姉妹（2011年7月 - 9月、TBS） - 益子正三郎 役[89]
- 3夜連続スペシャルドラマ ブラックボード〜時代と戦った教師たち〜 第3夜（2012年4月7日、TBS）[90]- 熊谷将太 役
- 花のズボラ飯（2012年10月 - 12月、毎日放送制作・TBS） - 遅井 役[91]
- 失恋ショコラティエ（2014年1月 - 3月、フジテレビ） - 関谷宏彰 役[92]
- 新春ドラマスペシャル「大使閣下の料理人」（2015年1月3日、フジテレビ）[93] - 江口悟 役
- 傘をもたない蟻たちは（2016年1月9日 - 30日、フジテレビ） - 村田啓介 役[94]
- 時をかける少女（2016年7月 - 8月、日本テレビ） - 矢野和孝 役[95]
- 24時間テレビドラマスペシャル 「盲目のヨシノリ先生〜光を失って心が見えた〜」（2016年8月27日、日本テレビ） - 主演・新井淑則 役[96]
- 嫌われる勇気（2017年1月12日 - 3月16日、フジテレビ） - 青山年雄 役[97]
- 時代をつくった男 阿久悠物語（2017年8月26日、日本テレビ） - 都倉俊一 役[98]
- ゼロ 一獲千金ゲーム（2018年7月15日 - 9月16日、日本テレビ） - 主演・宇海零 役[99]
- 犬神家の一族（2018年12月24日、フジテレビ） - 主演・金田一耕助 役[100]
- よつば銀行 原島浩美がモノ申す!〜この女に賭けろ〜 第3話（2019年2月4日、テレビ東京） - 山根和弘 役[101]
- 悪魔の手毬唄〜金田一耕助、ふたたび〜（2019年12月21日、フジテレビ） - 主演・金田一耕助 役[102]
- 夜がどれほど暗くても（2020年11月22日 - 12月13日、WOWOW） - 井波渉 役[103]
- 土曜ドラマ 六畳間のピアノマン（2021年2月6日 - 2月27日、 NHK総合） - 主演・村沢憲治 役[104]
- 世にも奇妙な物語'21夏の特別編「三途の川アウトレットパーク」（2021年6月26日、フジテレビ） - 主演・木村孝 役[105][106]
- 病院の治しかた〜スペシャル〜 (2021年7月26日、テレビ東京） - 夏目翔 役[107]
- 二月の勝者-絶対合格の教室-（2021年10月16日 - 12月18日、日本テレビ） - 灰谷純 役[108][109][110]
- 剣樹抄〜光圀公と俺〜（2021年11月5日 - 12月24日、NHK BSプレミアム） - 錦氷ノ介 役[111]
- シャイロックの子供たち（2022年10月9日 - 11月6日、WOWOW） - 滝野真 役[112]
- 満天のゴール（2023年3月25日、NHK BS4K） - 三上高志 役[113]
- あきない世傳 金と銀（NHK BS・NHK BSプレミアム4K） - 惣次 役
  - あきない世傳 金と銀（2023年12月8日 - 2024年2月2日）[114]
  - あきない世傳 金と銀2（2025年4月6日 - 5月25日）[115]
  - あきない世傳 金と銀3（2026年春〈予定〉 - ）[116]
- 郷土の偉人シリーズ第32作「夏目漱石〜吾輩が愛した肥後の国より〜」（2025年1月19日、テレビ熊本）- 主演・夏目漱石 役[117]
- 新東京水上警察（2025年10月7日〈予定〉 - 、フジテレビ） - 日下部峻 役[118]

### バラエティ番組
- 爆笑問題の大変よくできました!（2011年4月22日 - 2011年9月、テレビ東京） - パネリスト[119]
- 未来シアター（2012年4月6日 - 2015年3月27日、日本テレビ系）[120]
- 有吉ジャポン（2014年11月22日 - 12月27日 / 2015年2月28日・6月6日,20日・11月28日、TBS系）- 準レギュラー[要出典]
- タイプライターズ〜物書きの世界〜（2015年6月26日[121] - 2024年2月17日[122]、BSフジ・フジテレビ） - MC：又吉直樹・加藤シゲアキ[123][124][125]
- NEWSな2人（2015年7月3日・10月2日[126]、2016年1月8日[127] / 2016年4月22日[128] - 2021年3月27日、TBS系） - MC：小山慶一郎・加藤シゲアキ
  - NEWSの全力!!メイキング（2021年4月30日 - 2024年3月30日、TBS系）
- 変ラボ（2015年7月20日・27日、日本テレビ系） - MC：小山慶一郎・加藤シゲアキ[注 9]
- ZERO Cultureスピンオフ アイドルの今、コレカラ（2015年7月30日、日本テレビ）- 対談：大野智・櫻井翔・加藤シゲアキ[131]
- いのちのうた2017（2017年8月9日〔中国地方先行放送〕・8月18日〔全国放送〕[132]、NHK総合） - MC[133]
  - いのちのうたフェス（2018年7月30日〔中国地方先行放送〕・8月6日〔全国放送〕） - メインMC[134][135][136]
- 旅する落語（2018年4月1日、フジテレビ）[7] - 噺家
- ほっかいどうが“イッキ見”SP（2022年9月19日、11月3日／2023年1月9日、NHK総合・北海道ブロック）- レギュラー
- 3分ドキュメンタリー（2021年8月18日、2022年10月10日、2023年1月9日・3月21日、NHK総合）- レギュラー
- 100分de名著 for ティーンズ[137]（2022年8月、NHK Eテレ）- メインMC
- 永遠に語り継ぎたい〜未来へ残す、あの時の記憶〜（2023年3月18日、NHK BS1） - ナビゲーター[2]

### 情報番組
- 白熱ライブ ビビット（2015年3月30日 -2019年9月27日 、TBS） - 金曜レギュラー[12]

### 映画
- ピンクとグレー（2016年1月9日公開、アスミック・エース） - カメオ出演[138]
- 渋谷と1と0と（ショートフィルム　2022年配信、制作：AOI Pro.、企画：角川書店） - 主演[139]
- MIRRORLIAR FILMS Season7『SUNA』（2025年5月9日公開、アップリンク） - 主演・狭山 役（正門良規とダブル主演）[注 10][142]

### ラジオ番組
- SHIGET TOGETHER（2005年4月 - 2008年3月30日、FM-FUJI）
- SORASHIGE BOOK（2011年7月3日 - 、FMヨコハマ）[143]
- シゲゴリのwktkラヂオ学園土曜日（2012年4月7日 - 2015年3月28日、NHKラジオ第1放送）
- らじらー!サタデー（2015年4月4日 - 2016年3月26日、NHKラジオ第1放送）
- 加藤シゲアキ ササイナサイワイ（2024年5月1日[144]・2025年8月30日予定[145]、ニッポン放送） -  パーソナリティ

### 舞台
- こんなんやってみました。（2008年7月14日 - 7月30日、東京グローブ座 / 8月2日 - 8月8日、大阪シアター・ドラマシティ）[146]
- SEMINAR（2009年5月17日 - 6月3日、東京グローブ座 / 6月9日 - 6月14日、大阪シアター・ドラマシティ）主演 ローレン 役[147]
- 6月のビターオレンジ（2011年6月3日 - 6月26日、東京グローブ座 / 7月1日 - 7月6日、大阪・森ノ宮ピロティホール）主演 深野達也 役[148]
- 中の人（2014年4月25日 - 5月11日、東京グローブ座 / 5月16日 - 5月18日、大阪シアター・ドラマシティ）主演[149] 坂崎浩一役
- グリーンマイル（2017年9月30日 - 10月22日、東京グローブ座 / 11月4日 - 11月8日、京都劇場）主演 ポール・エッジコム 役[150]
- モダンボーイズ（2021年4月3日 - 16日、東京・新国立劇場 中劇場）[注 11] 主演 矢萩奏 役[152]
- 粛々と運針（2022年3月8日 - 27日、東京・PARCO劇場 / 4月8日 - 10日、大阪・森ノ宮ピロティホール）主演 築野一 役[153]
- エドモン〜『シラノ・ド・ベルジュラック』を書いた男〜（2023年4月1日 - 16日、東京・新国立劇場 中劇場 / 4月22日 - 24日、大阪・東大阪市文化創造館 Dream House 大ホール）主演 エドモン・ロスタン 役[154]
  - エドモン〜『シラノ・ド・ベルジュラック』を書いた男〜 再演（2025年4月7日 - 30日、東京・PARCO劇場 / 5月9日・10日、大坂・東大阪市文化創造館 Dream House 大ホール / 5月17日・18日、福岡・福岡市民ホール 大ホール / 5月24日、愛知・豊田市民文化会館 大ホール）[155]
- カタシロ〜Relive vol.2〜（2025年8月2日〈予定〉、PARCO劇場） - 患者 役[156][157]

### イベント
- 「MONTBLANC 梅田阪急POPUP」オープニングイベント（2024年8月21日、阪急メンズ大阪）[158]
- S-POP LIVE（2025年1月11日、Zepp Osaka Bayside / 1月18日、Zepp Haneda (TOKYO)） - ファシリテーター[159]

### 広告
- 東洋紡 - 企業広告キャラクター（2022年12月29日 - 2023年9月30日）[35][36][160]
- 『YOSIGO 写真展 Holiday Memories -旅の瞬間-』（2024年10月1日 - 12月26日、東急プラザ 渋谷 特設イベントスペース） - 公式アンバサダー[161]

## 作品リスト

### 小説
日本語版
- ピンクとグレー（2012年1月28日 角川書店 ISBN 978-4-04-110108-7 / 2014年2月25日 角川文庫 ISBN 978-4-04-101218-5）
- 閃光スクランブル（2013年2月28日 角川書店 ISBN 978-4-04-110370-8 / 2015年11月25日 角川文庫 ISBN 978-4-04-103624-2）
- Burn. ―バーン―（2014年3月21日 角川書店）ISBN 978-4-04-110729-4 / 2017年7月25日 角川文庫 ISBN 978-4-04-105506-9）
- 傘をもたない蟻たちは（2015年6月1日 角川書店 ISBN 978-4-04-102833-9 / 2018年6月15日 角川文庫 ISBN 978-4-04-106888-5）
  - 染色 - 初出：角川書店『小説 野性時代』2014年10月号
  - Undress - 初出：扶桑社『週刊SPA!』2014年9月16日・9月23日合併号 - 10月28日号、連載全5回（「アンドレス」改題）
  - 恋愛小説（仮） - 初出：角川書店『ダ・ヴィンチ』2014年12月号
  - イガヌの雨 - 初出：角川書店『シュシュアリス』vol.5
  - インターセプト - 初出：角川書店『小説 野性時代』2015年3月号
  - おれさまのいうとおり （文庫版のみの収録） - 初出：角川書店『小説 野性時代』2016年8月号
    - 「時をかける少女」のオマージュ

  - にべもなく、よるべもなく - 書き下ろし

- チュベローズで待ってる【AGE22・AGE32】（2017年12月12日 扶桑社 ISBN 978-4-59-407810-2, 978-4-59-407859-1 / 2022年6月27日 新潮文庫 ISBN 978-4-10-104021-9, 978-4-10-104022-6）
  - 前半部は扶桑社『週刊SPA!』2016年6月14日号 - 11月22日号に掲載、後半部は書き下ろし

- オルタネート（2020年11月19日 新潮社 ISBN 978-4-10-353731-1 / 2023年6月26日新潮文庫ISBN 978-4-10-104023-3） 
  - 初出：新潮社『小説新潮』2020年1月号 - 9月号

- なれのはて（2023年10月25日 講談社 ISBN 978-4-06-533143-9） 
  - 初出：講談社『小説現代』2023年10月号

- ミアキス・シンフォニー（2025年2月26日 マガジンハウス ISBN 978-4-83-873306-4）

中国語繁体字版

すべて加藤成亮名義。
- 紅的告別式Pink and Gray（2017年1月25日 台湾角川、2017年2月1日 香港角川 翻訳：許金玉 ISBN 978-9-86-473470-2）
- 閃光交叉口（2017年7月27日 台湾角川、2017年8月3日 香港角川 翻訳：許金玉 ISBN 978-9-86-473645-4）
- Burn.（2017年9月27日 台湾角川、 2017年10月4日 香港角川 翻訳：許金玉 ISBN 978-9-86-473895-3）
- 不撐傘的螞蟻們（2017年12月25日 台湾角川、2018年1月1日 香港角川 翻訳：許金玉 ISBN 978-9-57-853142-0）
- alternate：交會的瞬間（2022年7月11日 尖端 翻訳：黃涓芳 ISBN 978-6-26-316906-7）

ハングル翻訳版
- 얼터네이트（2022年11月10日 소미미디어（ソミーメディア） ISBN 979-1-13-843467-6）

インドネシア語版
- Alternate（2022年予定 Penerbit Haru）

### 上演台本
- 舞台『染、色』 （『1と0と加藤シゲアキ』2022年09月30日 角川書店　所収）[170]
  - 原作：『染色』（『傘をもたない蟻たちは 』2015年6月1日 角川書店 所収）[171]

### エッセイ
- できることならスティードで（2020年3月6日 朝日新聞出版 ISBN 978-4-02-251669-5[172]、文庫 2022年11月7日 朝日新聞出版） 
  - キューバの黎明 - 朝日新聞出版『小説トリッパー』2016年春季号
  - できることならスティードで - 初出：朝日新聞出版『小説トリッパー』2016年冬季号 - 2019年冬季号[173]
  - 他に書き下ろしのエッセイ1篇「Last Trip 未定」と、掌篇小説3篇「intermission 1 がまし」「intermission 2 ヴォルール デ アムール」「intermission 3 ホンダ スティード 400」を収録

### 企画・著・編纂
- 1と0と加藤シゲアキ（企画, 著, 編纂　2022年09月30日 角川書店 ISBN 978-4-04-112457-4）[174]
  - 競作「渋谷と○○」
    - 恩田陸、最果タヒ、珠川こおり、中村文則、羽田圭介、深緑野分、堀本裕樹、又吉直樹

  - 戯曲「染、色」
  - 小説「渋谷と一と〇と」
  - 脚本「渋谷と1と0と」（ショートフィルム）ほか[174]

### アンソロジー収録作品
「」内が加藤シゲアキの作品
小説
- 行きたくない（2019年6月14日 角川文庫 ISBN 978-4-04-106788-8）
  - 「ポケット」 - 書き下ろし

- 超短編！ 大どんでん返し Special（2023年12月6日 小学館文庫、ISBN 978-4-0940-7319-5）
  - 「真実は瞳に」 - 初出：『STORY BOX』2023年6月号

- あえのがたり（2025年1月22日 講談社、ISBN 978-4-06-537876-2）
  - 「そこをみあげる」 - 書き下ろし

エッセイ
- ベスト・エッセイ2018（2018年6月15日 光村図書出版 ISBN 978-4-81-380062-0）
  - 「できることならスティードで・Trip4 岡山」 - 初出：朝日新聞出版『小説トリッパー』2017年秋季号

- ベスト・エッセイ2020（2020年8月5日 光村図書出版 ISBN 978-4-8138-0270-9）
  - 「できることならスティードで・Trip10 渋谷」 - 初出：朝日新聞出版『小説トリッパー』2019年秋季号

### 単行本未収録作品
小説
- だいじなもの（KADOKAWA『小説 野性時代』2016年1月号） - 「ピンクとグレー」のスピンオフ作品
- 巡るフィルムの導く先は（東洋紡公式Webサイト 2022年12月）
- 長い瞬きと言いにくいコト（同上）
- 風の吹き回し（同上）
- 変変（集英社『MEN'S NON-NO』2024年5月号）
- 私と鳥田揚羽（KADOKAWA『ローソンWalker』2025年6月13日）
- サーティー・ストライプス（朝日新聞出版『小説トリッパー』2025年夏季号）

エッセイ
- 優しい人の、深くて暗い場所（朝日新聞出版『小説トリッパー』2018年冬季号） - 特集「中村文則の現在」に寄稿
- 読めば読むほど（文藝春秋『オール讀物』2021年7月号） - 競作エッセイ「高校時代にこんな本を読んできた」に参加

絵本
- 絵本『ふしぎなきのみ』（ジャニーズ事務所 2020年5月13日） - ジャニーズ事務所 COVID-19感染拡大防止支援活動「Smile Up! Project」の一環として、ジャニーズ公式YouTubeチャンネルにて読み聞かせ動画を公開

### 連載
『』は掲載誌
小説
- 『小説 野性時代』（KADOKAWA）2014年 - 2016年、不定期掲載
- ミアキス・シンフォニー （『an・an』（マガジンハウス）2018年4月11日号（No.2097） - 2022年6月15日号（No.2032）不定期連載）

エッセイ
- 吾輩はシゲである （『Johnny's web』 2005年 - 2008年）
- 青い独り言 （『Myojo』（集英社）2006年7月号 - 2011年6月号）
- サイドカー賛歌 （『RiCE』（ライスプレス）2022年2月4日#21 - ）

その他
- photo shigenic （『Wink Up』（ワニブックス社） 2007年12月号 - 2016年3月号）
- GIRL FRIENDS （『Myojo』（集英社） 2012年5月号 - 2019年10月号） - 丸山隆平との合同連載
- シゲアキのクラウド （「Johnny's web」 2015年11月 - ）

### ショートフィルム脚本
- MR.WHITE（2015年2月25日 ジャニーズ・エンタテイメント『White』）
- 渋谷と1と0と（2022年09月30日 角川書店）
- Different Lives（2023年8月9日 ジャニーズ・エンタテイメント『NEWS EXPO』[179]）
- MIRRORLIAR FILMS Season7『SUNA』（2025年5月9日公開 アップリンク） - 監督・脚本・主演

### CDアルバムインタールード短編小説
- 音楽（2022年8月17日 ジャニーズ・エンタテイメント）- 同名のライブコンサートでも演出に使用[180]。

## 楽曲
ソロ曲
- ROAD（作詞：山下智久・加藤成亮、作曲：加藤成亮）- JASRAC作品コード：132-4948-7。
- HAPPY MUSIC（作詞・作曲：加藤成亮、編曲：日比野裕史）- DVD『NEWS CONCERT TOUR pacific 2007 2008 -THE FIRST TOKYO DOME CONCERT』収録。後にアルバム『NEWS BEST』に収録。
- カカオ（作詞・作曲：加藤成亮、編曲：星野孝文）- DVD『Never Ending Wonderful Story』収録。後にアルバム『NEWS BEST』に収録。
- シャララ タンバリン（作詞・作曲：加藤成亮、編曲：日比野裕史）- DVD『NEWS LIVE DIAMOND』収録。後にアルバム『NEWS BEST』に収録。
- ヴァンパイアはかく語りき（作詞：加藤シゲアキ、作曲・編曲：中西亮輔）- シングル『チャンカパーナ』初回盤E収録。
- Dreamcatcher（作詞・作曲：加藤シゲアキ、編曲：中西亮輔）- アルバム『NEWS』初回盤B収録。
- ESCORT（作詞・作曲：加藤シゲアキ、編曲：Ryosuke Nakanishi）- アルバム『White』収録。
- 星の王子さま（作詞・作曲：加藤シゲアキ、編曲：中西亮輔）- アルバム『QUARTETTO』収録。
- あやめ（作詞・作曲：加藤シゲアキ、編曲：芳賀政哉・中西亮輔）- アルバム『NEVERLAND』収録。
- 氷温（作詞・作曲：加藤シゲアキ、編曲：高橋諒・中西亮輔） -  アルバム『EPCOTIA』収録。
- 世界（作詞・作曲：加藤シゲアキ、編曲：中西亮輔）- アルバム『WORLDISTA』収録。
- Narrative（作詞・作曲：加藤シゲアキ、編曲：加藤シゲアキ・中西亮輔）- アルバム『STORY』収録。
- Agitato（作詞・作曲・編曲：加藤シゲアキ）- アルバム『音楽』収録。
- 人情心中（作詞・作曲・編曲：加藤シゲアキ）－アルバム『NEWS EXPO』収録。
- almond（作詞・作曲・編曲：加藤シゲアキ）－アルバム『JAPANEWS』通常盤収録。
- Cocoon（作詞・作曲・編曲：加藤シゲアキ） - アルバム『変身』通常盤収録。

楽曲制作
- OVER（作詞：手越祐也・加藤成亮、作曲：加藤成亮）- JASRAC作品コード：122-6132-7（NEWS名義曲）。
- ごみ箱（作詞：手越祐也・加藤成亮、作曲：加藤成亮） - JASRAC作品コード：124-6230-6（NEWS名義曲）。アルバム『NEWS BEST〈初回盤〉』収録。
- JUST DO IT（作詞・作曲：加藤成亮）- JASRAC作品コード：130-6720-6（NEWS名義曲）。
- NEWSICAL（作詞：加藤シゲアキ、作曲：中西亮輔・ヒロイズム、編曲：中西亮輔・黒田賢一） - JASRAC作品コード：233-6861-6（NEWS名義曲）。シングル『LPS』収録。

## メディア・ミックス

### 映画
- ピンクとグレー（2016年1月9日、アスミック・エース、監督：行定勲、主演：中島裕翔）[20]
- 渋谷と１と０と（ショートフィルム　2022年配信、AOI Pro.、 原作・監督・主演：加藤シゲアキ、企画：角川書店）[183]

### テレビドラマ
- 傘をもたない蟻たちは（2016年1月9日 - 1月30日、フジテレビ、全4話、主演：桐山漣）[21]

### 舞台
- 染、色（2021年5月29日 - 6月20日、東京グローブ座 / 6月24日 - 30日、梅田芸術劇場シアター・ドラマシティ、主演：正門良規、原作：「染色」『傘をもたない蟻たちは』所収） - 上演台本も担当[注 2][29]

### 漫画
- ピンクとグレー（2012年 - 2013年、角川グループパブリッシング〈あすかコミックスDX〉、全2巻）[184][注 12]

### CM
- 東洋紡企業広告キャンペーン（2022年12月29日 - 2023年9月30日、書き下ろし）[186][35]
  - 『巡るフィルムの導く先は』
  - 『長い瞬きと言いにくいコト』
  - 『風の吹き回し』

## 能登半島地震復興支援企画「あえのがたり」
2024年の年明けから、作家として物語の持つ力で災害復興支援をなにかできないかと考えていた加藤シゲアキが『なれのはて』の第170回直木賞落選の夜、加藤が彼を労いに集った作家の今村翔吾、小川哲を誘う形で、能登半島地震復興支援企画「あえのがたり」を発起した。
「小説現代（講談社）」のweb版に小説家が小説を寄稿して連載、本として刊行するときは全国で買えるようにし、作家の印税と出版社の利益の部分を全額寄付する。現在の被災者には本が手元に届かないかもしれないのでwebで連載をし、また後日、小説として刊行すれば後の被災地でも“電気の要らないエンタメ”として利点を発揮し、人々の心に寄り添うことを見据えている。さらに、この企画の最大の利点であり狙いは「本」という残り続ける形を通して長期的支援をすることで、日本のチャリティーの短所でもある一過性を克服すること、および本として後世にまで記録や記憶を残し、ずっと後からでも思いを馳せることができるようにすること、忘却に抗うことである。
「あえのがたり」の語源は、奥能登地域の農家で、稲作を守る“田の神様”を祀り、感謝をささげる儀礼を示す「あえのこと」から。「あえ＝おもてなし」、「こと＝祭り」を表し、被災地の方を物語でおもてなししようという意図で「あえのがたり」と名付けられた。